# Затерянный в Сибири
«Затерянный в Сибири» — художественный фильм режиссёра Александра Митты.

## Сюжет
Молодой британец Миллер - археолог участвует в раскопках на территории Ирана. Его похищают тайные агенты МГБ, ошибочно приняв за американского агента. После допроса «с пристрастием» он сознался в шпионаже и был отправлен в советский концлагерь. Там бывшего археолога ожидают и тяжелейшие испытания, и любовь к русской женщине - врачу лагерного медпункта.

## В ролях
- Энтони Эндрюс — Эндрю (Андрей «Джонович») Миллер, английский археолог
- Елена Майорова — Анна Ильинична, доктор
- Владимир Ильин — Виктор Иванович Малахов
- Ирина Михалёва — Лилька
- Евгений Миронов — Володя Миронов
- Алексей Жарков — Никола, вор
- Валентин Гафт — Берия
- Александр Буреев — Коняев
- Владимир Прозоров — «Чарли»
- Харк Бом — Макс Брунович
- Николай Пастухов — дядя Миша
- Юрий Шерстнёв — Пашка
- Николас Шагрин — шах
- Елена Секота — шахиня
- Олег Ли — генерал Такахиши
- Альберт Филозов — отец Лильки
- Наталья Гундарева — Фаина
- Иван Бортник — муж Фаины
- Зиновий Гердт — Левензон
- Юрий Соколов — «Бугор»
- Александр Глебов — одноногий моряк
- Сергей Бадичкин — молодой лейтенант
- Николай Прокопович — генерал НКВД
- Вячеслав Теплов — следователь
- Пётр Зайченко — следователь
- Михаил Каплун — следователь
- Арнис Лицитис — следователь НКВД
- Гарик Сукачёв (в титрах Игорь Сукачёв) — урка
- Леонид Тимцуник — Чилита, вор
- Михаил Жигалов — предводитель «сук»
- Каскадёр: Сергей Шолохов

## Призы и награды
- Номинация на премию «Золотой глобус» в категории «Лучший фильм на иностранном языке».